# Vereinigung der Universitäten der islamischen Welt
Die Vereinigung der Universitäten der islamischen Welt (englisch: Federation of the Universities of the Islamic World Abk.: FUIW; arabisch اتحاد جامعات العالم الإسلامي, DMG Ittiḥād Ǧāmiʿāt al-ʿĀlam al-Islāmī) ist eine Organisation im Rahmen der Islamischen Organisation für Bildung, Wissenschaft und Kultur (Islamic Educational, Scientific and Cultural Organization; Abk.: ISESCO), um Universitäten und Institutionen für höhere Bildung in der islamischen Welt zu unterstützen. Sie wurde 1987 gegründet. Ihr Hauptsitz befindet sich in Rabat, Marokko.
Der Vorstandsvorsitzende ist Suleiman bin Abdallah Aba Al-Khail, der Generalsekretär ist Abdulaziz Othman Altwaijri, der Generaldirektor der ISESCO.

## Mitglieder (Auswahl)

### Vereinigte Arabische Emirate
- United Arab Emirates University
- Ajman University of Science & Technology Network
- University of Sharjah
- College of Islamic and Arabic Studies
- Al Ghurair University
- Zayed University

### Aserbaidschan
- Aserbaidschan Universität
- Aserbaidschanische Staatliche Wirtschaftsuniversität
- Aserbaidschanische Universität für Bauingenieurwesen

### Bosnien und Herzegowina
- Universität Sarajevo

### Bangladesch
- Bangladesh University of Engineering and Technology
- Bangladesh Agricultural University
- BRAC University
- Darul Ihsan University
- Dhaka University
- Jahangirnagar University
- Khulna University
- International Islamic University Chittagong
- Islamic University of Bangladesh
- Islamic University of Technology
- Manarat International University
- North South University
- Shahjalal University of Science and Technology
- University of Rajshahi

### Burkina Faso
- Universität Ouagadougou

### Bahrain
- University of Bahrain
- Arabian Gulf University
- The Kingdom University
- Gulf University

### Brunei
- Universität von Brunei Darussalam

### Elfenbeinküste
- Université de Cocody

### Ägypten
- al-Azhar-Universität
- Universität Assiut
- Minia University
- Sueskanal-Universität
- Helwan-Universität
- Tanta University
- Zagazig University
- Universität Kairo
- Mansoura University
- Minufiya-Universität
- Ain-Schams-Universität
- Universität Alexandria

### Ghana
- Islamic University College, Ghana

### Guinea
- Universität Conakry
- Julius Nyerere University of Kankan

### Indonesien
- Islamic University of Indonesia
- Universität Indonesia
- University Swadaya Gunung Jati
- University of Ibnu Chaldun
- Islamic University of Riau
- Muhammadiyah University of Magelang
- Sharif Hidayatullah State Islamic University
- State Institute for Islamic Studies Sunan Gunung Djati
- Bandung Islamic University

### Indien
- Aligarh Muslim University
- Darul Huda Islamic University, Kerala
- Jamia Millia Islamia
- Islamic University of Science & Technology, Kashmir

### Irak
- Universität Basra
- Technische Universität Bagdad
- Universität Mosul
- Universität Bagdad
- Al-Qadisiya-Universität
- Universität Kufa
- al-Mustansiriyya-Universität
- Iraqi University in Baghdad
- Universität Anbar
- Universität Babel

### Afghanistan
- Universität Kabul

### Frankreich
- European Institute for Human Sciences in Paris

### Iran
- Iran-Universität für Medizinische Wissenschaften und Gesundheitsdienste
- Islamische Azad-Universität
  - Chorasgan-Zweig
  - Maschhad-Zweig
  - Zweig Wissenschaft und Forschung
- K. N. Toosi University of Technology
- Payame-Nurr-Universität (Fernstudium)
- Schahid-Bahonar-Universität von Kerman
- Scharif-Universität für Technologie
- Universität Schiras
- Universität Teheran
- Tarbiat-Moallem-Universität
- Teheraner Universität der Medizinwissenschaften
- Bu-Ali-Sina-Universität
- Allameh-Tabataba'i-Universität
- Gorgan-Universität
- Firdausi-Universität Maschhad
- Universität Isfahan
- Alzahra-Universität
- Amirkabir-University der Technologie
- Isfahaner Universität der Technologie
- Iran-Universität der Wissenschaft und Technologie

### Jordanien
- Universität Al al-Bayt
- Al-Balqa` Applied University
- Ajloun National Private University
- Al-Ahliyya Amman University
- Al-Hussein Bin Talal University
- Al-Isra University
- Al-Zaytoonah University of Jordan
- American University of Madaba
- Applied Science Private University
- German-Jordanian University
- Hashemite University
- Irbid National University
- Jordan University of Science and Technology
- Jerash Private University
- Jadara University
- Mutah University
- Petra University
- Philadelphia University
- Princess Sumaya University for Technology
- Tafila Technical University
- University of Jordan
- World Islamic Sciences and Education University
- Yarmouk University
- Zarqa Private University

### Kenia
- The Islamic University in Mombassa

### Kirgisistan
- International University of Kyrgyzstan

### Komoren
- High Institute of Training and Re-Training

### Kuwait
- Kuwait University

### Libanon
- Islamische Universität Imam al-Auzāʿī
- Beirut Arab University
- Islamic University of Lebanon
- Libanesische Universität

### Sri Lanka
- Naleemiah Islamic University

### Libyen
- Al-Arab Medical University
- University of Garyounis
- Najm Satii University of Technology
- Sebha University
- Al-Magharibiyah University
- College of Islamic Daawa
- Al-Marqab University
- Seventh of April University
- Al-Tahadi University

### Marokko
- Chouaib Doukkali University
- Universität Mohammed I.
- Universität al-Qarawīyīn
- Mohammed-V.-Universität
- Hassan II Ain Chok University
- University of Sidi Mohammed Ben Abdellah
- Al Akhawayn University in Ifrane
- Ibn Tofail University in Kenitra
- Cadi-Ayyad-Universität

### Mali
- University of Mali

### Mauretanien
- University of Nouakchott

### Malaysia
- Internationale Islamische Universität Malaysia
- University of Science Malaysia
- Universität Malaya
- Universiti Utara Malaysia
- University of Technology, Malaysia
- Universiti Malaysia Sabah
- Al-Madinah International University

### Mosambik
- Eduardo-Mondlane-Universität

### Niederlande
- Islamic University of Rotterdam

### Niger
- Islamische Universität Say

### Nigeria
- Bayero University Kano
- Usman Dan Fodio University

### Nordzypern
- Internationale Universität Zypern

### Palästina
- al-Azhar-Universität Gaza
- Universität Nablus
- al-Quds-Universität
- Al-Quds Open University
- Universität Bir Zait
- Al-Khalil University
- Islamische Universität Gaza

### Pakistan
- Hamdard University
- University of the Punjab
- NED University of Engineering and Technology
- Quaid-i-Azam University
- Shah Abdul Latif University
- Sindh Agriculture University
- University of Sindh
- Shaheed Zulfikar Ali Bhutto Institute of Science & Technology
- University of Agriculture
- University of Azad Jammu and Kashmir
- Bahauddin Zakariya University
- Gomal University
- International Islamic University, Islamabad
- Mehran University of Engineering and Technology, Jamshoro
- Jamia Farooqia – International Islamic University

### Katar
- Universität von Katar

### Russland
- Russisches Islamisches Institut, Kasan
- Moscow Institute of Islamic Civilization

### Saudi-Arabien
- The Islamic University
- Islamische Universität Imam Muhammad ibn Saud
- Umm Al-Qura University
- Naif Arab University for Security Sciences
- König-Saud-Universität

### Spanien
- International Islamic University of Averroes

### Sudan
- International University of Africa
- Shandi University
- Sudan University of Science and Technology
- University of Gezira
- Blue Nile University
- Al-Neelain University
- Kordofan University
- Sinar University
- University of Juba
- Khartoum University
- Nile Valley University
- Alzaiem Alazhari University
- Omdurman Islamic University

### Senegal
- Université Cheikh Anta Diop de Dakar (UCAD)
- Université Gaston Berger de Saint-Louis (UGB)

### Somalia
- Nationale Universität Somalias
- Mogadishu University

### Surinam
- Anton de Kom University of Suriname

### Syrien
- Baath-Universität
- Universität Damaskus
- Tishreen University

### Tschad
- Universität N’Djamena

### Thailand
- Yala Islamic University

### Tadschikistan
- Imam Abu Hanifa Islamic Institute

### Tunesien
- Universität Ez-Zitouna

### Türkei
- Selçuk Üniversitesi
- Van Yüzüncü Yıl Üniversitesi
- Gazi Üniversitesi
- Istanbul Ayden University

### Uganda
- Islamic University in Uganda

### Vereinigtes Königreich
- International Colleges of Islamic Science

### Vereinigte Staaten
- Islamic Online University
- Cordoba University, Graduate School of Islamic and Social Sciences

### Usbekistan
- Tashkent Islamic University
- Tashkent Touts Islamic University

### Jemen
- Hadhramaout University of Science and Technology
- University of Aden
- Queen Arwa University
- Taiz University
- University of Applied and Social Sciences
- High College of Kuraan Kareem
- Sanaa University
- University of Science and Technology: website: www.ust.edu